# Прапор Фіджі
Державний прапор Фіджі  — прийнятий 10 жовтня 1970 року. Дизайн розроблений Робі Вілкоком (англ. Mr. Robi Wilcock) і Мюрреєм МакКензі (англ. Mrs. Murray MacKenzie).
Разом зі зміною найменування країни змінювалася і назва прапора, сам малюнок залишався незмінним:
- Прапор Фіджі — з 10 грудня 1970 року;
- Прапор Республіки Фіджі — з 7 жовтня 1987 року;
- Прапор Суверенної Демократичної Республіки Фіджі — з 25 липня 1990 року;
- Прапор Республіки Островів Фіджі — з 27 липня 1998 року.

## Опис і символіка
Прапор Фіджі являє собою прямокутне полотнище блакитного кольору, у верхньому лівому куті якого знаходиться зображення прапора Великої Британії, а в правій частині — гербового щита, що є елементом герба Фіджі. Основу гербового щита становить Георгіївський хрест, на яких розташоване зображення геральдичного лева, який тримає своїми лапами плід какао. У правій верхній секції щита — зображення цукрової тростини, у правій нижній частині — зв'язка бананів, у лівій верхній — кокосова пальма, в лівій нижній — білий голуб.
- Велика Британія символізує історичний зв'язок країни зі своєю колишньою метрополією.
- Цукрова тростина, банани, кокосові пальми становлять основу економіки Фіджі.
- Голуб символізує мир.
- Блакитний колір прапора символізує Тихий океан.[2]

## Дискусії щодо зміні прапора

Варіант нового прапора Фіджі

У своєму новорічному зверненні на початку 2013 року прем'єр-міністр країни Френк Мбаїнімарама оголосив, що прапор країни буде скоро змінений, щоб відобразити національну самобутність і ідентичність фіджійської нації. Планується, що новий прапор Фіджі піднімуть 10 жовтня 2015 року, в день 45-річчя незалежності Фіджі від Великої Британії .

## Інші прапори
У колоніальні роки, в 1924 році, на Фіджі був прийнятий прапор, схожий з сучасним. Відмінність полягала в тому, що колір полотнища був синій, а не блакитний, а замість гербового щита в лівій частині був зображений повний герб Фіджі.

Прапор Фіджі (1865-1867)
Прапор Фіджі (1867-1869)
Прапор Фіджі (1869-1871)
Прапор Королівства Фіджі (1871-1874)
Прапор Королівства Фіджі (1874-1908)
Прапор Королівства Фіджі (1908-1924)
Прапор Королівства Фіджі 8 травня 1924 — 10 жовтня 1970
Торговельний Прапор
Державний морський Прапор
Воєнно-морський Прапор
Прапор громадянської авіації